# Toxorhina brachymera
Toxorhina brachymera är en tvåvingeart som beskrevs av Alexander 1956. Toxorhina brachymera ingår i släktet Toxorhina och familjen småharkrankar. Inga underarter finns listade i Catalogue of Life.